# Annus horribilis
Annus horribilis es una expresión latina que puede traducirse como "año terrible". Esta expresión se utiliza cuando, al finalizar un año, su balance es negativo. La expresión opuesta, annus mirabilis, es un término tradicional, mientras que annus horribilis es de acuñación relativamente reciente.

## Usos históricos

### Isabel II
Aunque la frase se utilizó en 1891 en referencia al año 1870, cuando la Iglesia católica definió el dogma de la infalibilidad papal, fue popularizado por la Reina Isabel II el 24 de noviembre de 1992 durante el discurso de Guildhall por el 40 aniversario de su ascenso al trono, en el que describió ese año como annus horribilis.
1992 no es un año que vaya a recordar con gran satisfacción. En palabras de uno de mis corresponsales más comprensivos, ha resultado ser un annus horribilis.
Más tarde se reveló  que el "corresponsal simpático" fue su antiguo asistente y secretario privado, Sir Edward Ford. 
Estos son algunos de los eventos acontecidos durante este año en el entorno de la familia real británica y a los que la reina pudo haber hecho alusión:
- El 12 de marzo, Mauricio, territorio del cual Isabel II era reina, se convirtió en una república.
- El 19 de marzo, se anunció que su tercer hijo, el príncipe Andrés, se separaba de su esposa, la duquesa de York.
- El 23 de abril, su hija la princesa Ana se divorció del capitán Mark Phillips.
- El 8 de junio aparece la biografía de la princesa de Gales Diana: su verdadera historia, que se publicó tras darse a conocer por entregas en The Sunday Times. Escrita por Andrew Morton, reveló por primera vez las desdichas del matrimonio de la princesa, y en particular, el romance entre Carlos, el príncipe de Gales, y Camilla Parker-Bowles, dando inicio a la "Guerra de los Gales".
- El 20 de agosto, el Daily Mirror publicó fotos escandalosas de la duquesa de York en las que se veía a su amigo John Bryan besándole en los pies.
- El 24 de agosto, el Daily Mirror publicó grabaciones de llamadas telefónicas íntimas entre la Princesa de Gales y James Gilbey, causando el incidente llamado "Squidgygate".
- El 13 de noviembre, el romance entre el príncipe de Gales y Camilla Parker-Bowles quedó confirmado por una transcripción de las grabaciones de llamadas telefónicas publicada en el Daily Mirror en el conocido incidente "Tampongate".
- El 20 de noviembre, cuatro días antes del discurso de Guildhall, se incendió el Castillo de Windsor —una de las residencias oficiales de la Reina—, sufriendo daños considerables.

### Kofi Annan
Kofi Annan, entonces Secretario General de las Naciones Unidas, usó la frase en la conferencia de prensa de fin de año, el 21 de diciembre de 2004. Annan reflexionó: "No hay ninguna duda de que este ha sido un año particularmente difícil, y me alivia que este annus horribilis esté llegando a su fin". Sus comentarios se interpretaron como alusión a las persistentes denuncias de corrupción de la ONU en Irak, dentro del programa Petróleo por Alimentos. Sus comentarios se produjeron apenas unos días antes del evento más mortífero del año, el tsunami del océano Índico del 26 de diciembre de 2004.

### Juan Carlos I
En 2007, la familia real española, y en concreto, Juan Carlos I, se enfrentó a un año difícil. Una tragedia familiar y una serie de controversias llevaron a los periódicos españoles a referirse al año como annus horribilis del rey.
- En febrero, Érika Ortiz Rocasolano, la hermana menor de la Princesa de Asturias, murió de una sobredosis de medicamentos en su apartamento.
- En julio, una revista de humor, El Jueves, publicó un dibujo en su portada que representaba al Príncipe y la Princesa de Asturias manteniendo relaciones sexuales, con el texto: "Imagínate que acabas embarazada. Esto sería lo más parecido a trabajar que he hecho en mi vida", satirizando la propuesta del gobierno de dar 2500 euros a los padres de niños recién nacidos. La revista fue secuestrada, lo que dio pie a una controversia por censura.
- En septiembre, catalanes separatistas fueron juzgados por haber quemado fotografías del rey Juan Carlos y la reina Sofía en una manifestación antimonárquica y separatista catalana en Gerona, mientras que la pareja real recorría la ciudad.
- A principios de noviembre, en la XVII Cumbre Iberoamericana, después de un altercado verbal entre Hugo Chávez, presidente de Venezuela, y José Luis Rodríguez Zapatero, presidente del Gobierno de España, el rey le espetó a Chávez, "¿Por qué no te callas?".
- Poco después de la cumbre, la Casa Real anunció la separación de la hija del rey, la duquesa de Lugo, y su esposo, Jaime de Marichalar. La pareja tiene dos hijos, Felipe y Victoria.